# Aufbau West
Aufbau West war eine deutsche Indie-Rock-Gruppe aus Geseke bei Paderborn.
Stilistisch ordnen sie selbst ihren Sound dem Hip-Hop zu.

## Geschichte
Gegründet wurde Aufbau West im Februar 2010 von Jendrik Leismann, Florian Berres, Martin Kuntze und Sebastian Gödde.
Im Dezember 2010 produzierten sie mit dem Produzenten Dennis Scheider ihre erste EP, die sie Juli 2011 unter dem Titel Schüsse in Öfen veröffentlichten. Mit Zeit zu verstehen erschien im August das erste Video zur EP.
Im Jahr 2012 nahmen sie am Bandförderprogramm PopCamp des Deutschen Musikrats teil.
Im Dezember 2012 veröffentlichten Aufbau West ihre zweite EP mit den Songs Vietnam und Die sicher schlimmste Wahl, welcher mit Jennifer Weist, der Frontfrau von Jennifer Rostock, aufgenommen wurde.
Im Jahr 2013 begleitete Aufbau West die Tour von Jennifer Rostock neben Heisskalt als Vorband.
Neben Konzerten in ganz Deutschland, u. a. Schlossgrabenfest, waren sie zuletzt im Rahmen einer Tour des Goethe-Instituts in Vietnam.
Das Debütalbum Zweitbester wurde ebenfalls von Dennis Scheider produziert und ist im November 2014 auf Fleet Musik Hamburg erschienen. Im Jahr 2017 wurde mit Die Märchen der Gebrüder Grimmig eine weitere EP veröffentlicht. Zum titelgebenden Song hat die Band auch ein Musikvideo gedreht, welches sie selbst als Musik-Dokumentation bezeichnet, weil es während einer Pegida-Demonstration heimlich aufgenommen wurde.
Im Februar 2018 gab die Band ihr letztes Konzert in Geseke und löste sich auf.

## Diskografie
- 2011: Schüsse in Öfen (EP)
- 2012: Vietnam / Die sicher schlimmste Wahl (EP; Richard Mohlmann Records)
- 2014: Zweitbester
- 2017: Die Märchen der Gebrüder Grimmig (EP)